# 經濟指標
经济指标是一项可以反映经济状态的数值和統計數據，很多組織以及政府部门會在一定的时间内对各项经济數據进行分析和整理，然后公佈经济指标以及相關統計數據。很多人會依據经济指标研究和分析经济以及景氣循環表現并预测未来的經濟表现，例如投资人和企业家会根据这些經濟指標数据进行投资，企業家還會根須經濟指標選擇是否要轉型以及擴大生產。國內生產總值、消費者物價指數、生產者物價指數、失業率以及第一產業、第二產業、第三產業在國內生產總值的佔比等是常見的經濟指標。